# Auguste Baud-Bovy
Pour les articles homonymes, voir Baud-Bovy.

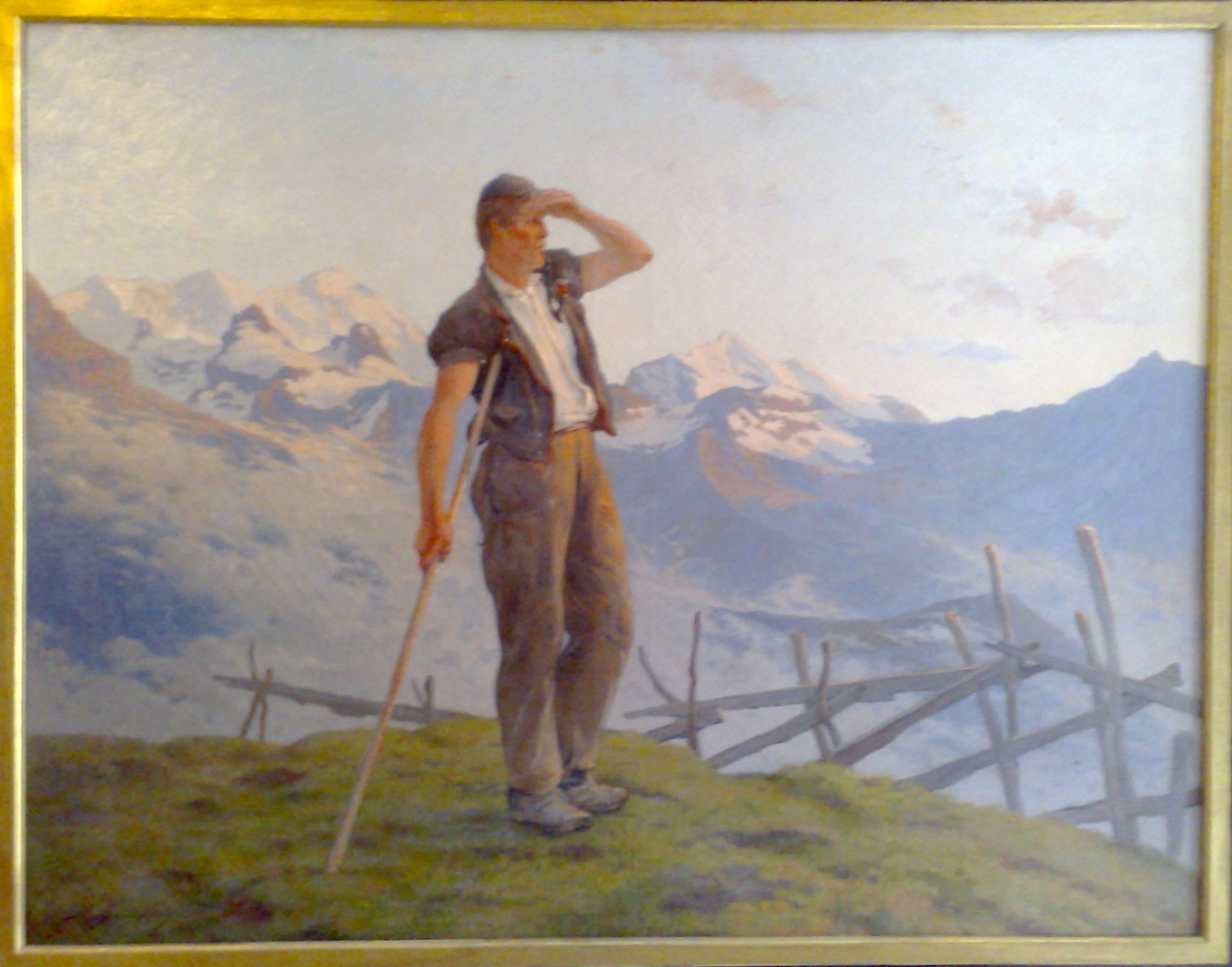
Berger consultant l'horizon (1879), château de Gruyères.

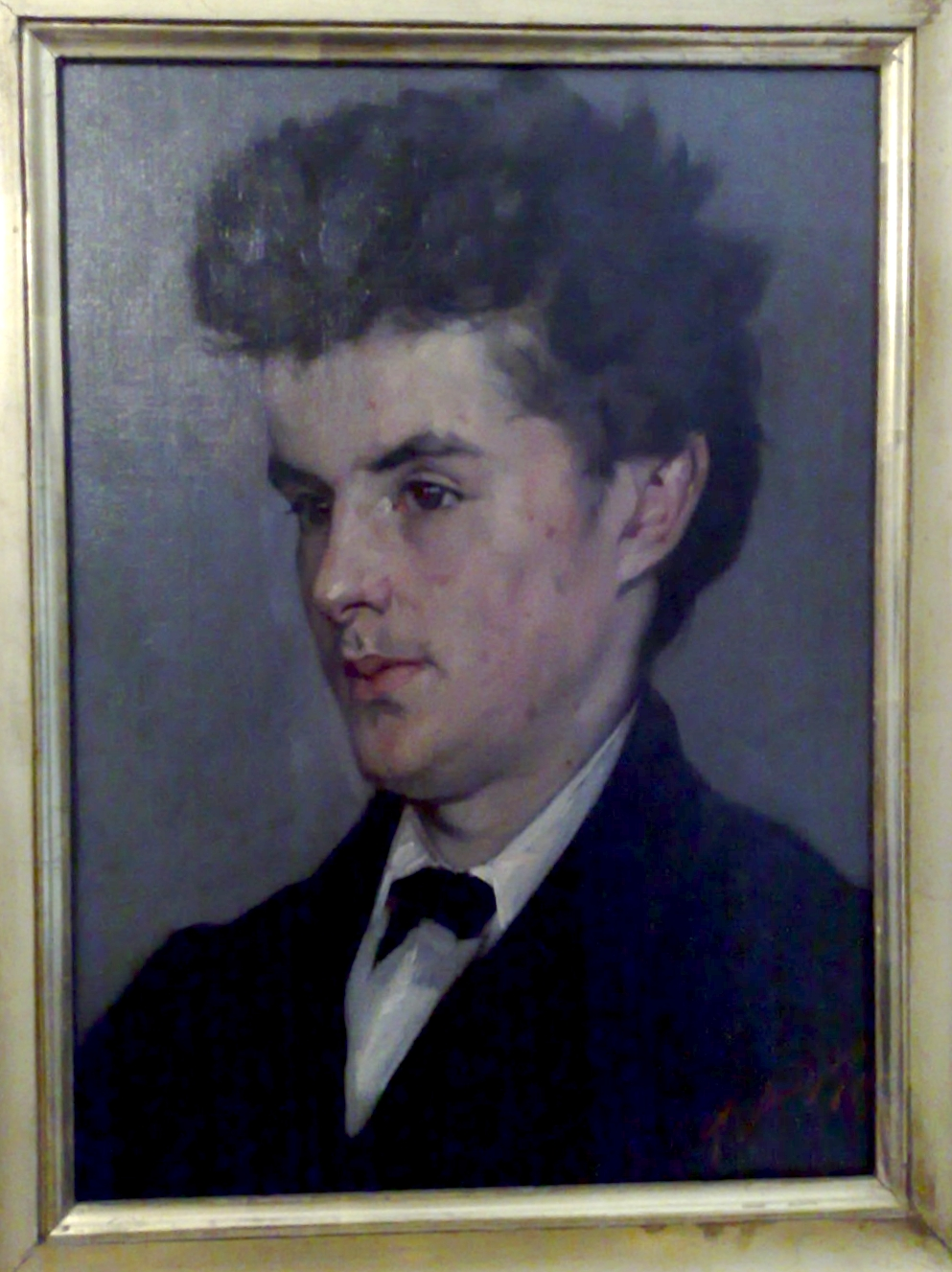
Portrait du graveur Laval (1879), château de Gruyères.

Auguste Baud-Bovy, né à Genève le 13 février 1848, et mort à Davos le 3 juin 1899, est un artiste-peintre paysagiste, portraitiste, panoramiste et peintre de genre suisse.
Le chalet a été un de ses thèmes principaux. Il a peint et posé son chevalet sur le motif en montagne et dans la neige.

## Biographie
Fils d’Henri-Georges Baud, directeur d’une maison de joaillerie, et d’Augusta Dutertre. 
Dès la petite enfance, Auguste Baud fréquente le château de Gruyères, demeure appartenant à la famille des joailliers Bovy. Dans les années 1860, ce lieu accueille des artistes, où peintres et musiciens se retrouvent, et où est fondée une société fouriériste, « La Colonie ». On y croise Camille Corot, Gustave Courbet, Francis Furet (1842-1919), Charles Giron, Édouard John Ravel, Hugues Bovy, Léon Gaud (1844-1908)... Le jeune Auguste devient l'élève de Barthélemy Menn, ami des artistes précités, et également familier du cercle dominé par la figure du peintre Henri-Daniel Bovy (1812-1862), qui leur demande de redécorer le château de Gruyères. En 1868, Auguste épouse Zoé Bovy (1839-1917), peintre sur émail, fille de Jules Bovy (1810-1844), médailleur, frère d'Henri-Daniel et d'Antoine Bovy. Il signe ses tableaux « Baud-Bovy » et apprend, pour vivre, le métier de sa femme.
À partir de 1873, il entretient des relations amicales avec les réfugiés de la Commune de Paris (1871) à Genève, notamment Henri Rochefort, Paul Pia, ou les anarchistes Élisée Reclus et Élie Reclus. Avec un passeport volé par son père, il a permis à Gustave Courbet d'entrer en Suisse.
Il délaisse le château en 1885, vit à Paris où il tente d'exposer, puis part s'installer en 1888 dans un chalet à Aeschi. L'écrivain Joris-Karl Huysmans lui rend visite et lui fait part de son angoisse en montagne.
En 1891 et 1892, avec Eugène Burnand et Francis Furet, il travaille au Panorama des Alpes bernoises (perdu), destiné à la World's Columbian Exhibition de Chicago (1893).
Avec Zoé, il a eu deux fils, André-Valentin, peintre et Daniel, écrivain, également conservateur du musée Rath, directeur de l'école des beaux-arts de Genève, président de la Commission fédérale des beaux-arts.
Il a entretenu une correspondance épistolaire avec Eugène Grasset, et visité Gustave Courbet à La Tour-de-Peilz et peint à ses côtés.
Il est le grand-père de Samuel Baud-Bovy. Son cousin Maurice Baud (1866-1915), imprimeur, graveur sur bois, illustrateur et collaborateur des Cahiers vaudois a traduit certains de ses tableaux.

## Œuvre

### Salons
Auguste Baud-Bovy expose au Salon à Paris :
- 1875 : Tante Louise ; Blessé à mort[4]
- 1876 : Portrait de Mme P...[5]
- 1877 : Les provisions ; Portrait de Mme C. B...[6]
- 1878 : Un fumeur[7]
- 1883 : Portrait d'enfant[8]

### Expositions
- 1877 : Lyon, Palais des Arts, Exposition de la société des Amis-des-arts de Lyon
Fantaisie[9] ; Promenade à âne[9]

Expositions posthumes
- 1899 : Genève, Musée Rath
- 1930 : Genève, Musée Rath, Exposition d'œuvres du peintre Auguste Baud-Bovy (1848-1899) du 10 au 30 mai 1930[10]
- 1957 : Genève, Musée Rath, Musée de l'Athénée, 1957 (Cent ans de peinture genevoise : à l'occasion du centenaire de la Société des amis des beaux-arts[11]
- 2015 : Ornans, Musée Courbet, Auguste Baud-Bovy (1848-1899) : Poète de la montagne, 13 décembre au 20 avril 2015[12], réunissant une quarantaine d'œuvres dont la quasi-totalité est signée de Baud-Bovy, comprenant des paysages, des bergers et une quinzaine de portraits[13].

### Œuvres dans des collections publiques
- Berne, musée des beaux-arts
  -  Église d'Aeschi
- Genève, Musée d'art et d'histoire[14]
  - Portrait de tante Louise, 1869
  - Autoportrait au grand chapeau, 1870
  - Portrait de dame âgée, vers 1872
  - Portrait d'Antoine Bovy, 1873
  - L'Homme à la toque, 1877, autoportrait
  - Portrait du peintre Desboutin, 1879
  - La Chasse aux papillons (La Montagne du jeu de boules), 1879
  - Jeune garçon au béret rouge, vers 1880
  - Portrait de Marc-Louis Bovy, 1881
  - Gitano Mariano, 1881
  - Portrait de Geneviève Pain, enfant, 1883
  - Portrait du peintre François Diday, 1883
  - Portrait de Castagnary, 1884
  - Portrait d'après photographie de Marc Barry (1823-1884), 1886
  - La Blümlisalp, depuis Aeschi, 1886
  - La Lutte suisse, 1887
  - Sous-bois, vers 1887
  - Sortie d'église, 1889
  - Le Crépuscule dans la Vallée (La Vallée de Lauterbrunnen), 1891
  - L'Eiger au soleil couchant, 1891
  - La Vallée de Spiggengrund, 1893
  - Portrait de Barthélemy Menn mourant, 1893, dessins
  - La Montagne (Le Niesen de la Sould), 1895
  - Portrait de Laval, 2e moitié du XIXIe siècle
- Gruyères, château, salle Furet
  - Berger consultant l'horizon, 1879 ; Portrait du graveur Laval, 1879
- Lausanne, Musée cantonal des beaux-arts[15]
  - Lioba ! Berger de l'Oberland bernois rappelant son troupeau, 1886, huile sur toile, 130 ×  98 cm, Inv. 1058
- Paris, musée Carnavalet
  - Portrait d'Henri Rochefort, 1879[16]
- Paris, musée d'Orsay[17]
  - La Fin d'un jour vers 1895 ; Sérénité, vers 1895
- Zurich, Kunsthaus
- Fondation Gottfried Keller

### Autres œuvres
- Intérieurs du chalet du peintre Albert Anker
- Intérieurs du chalet du peintre Édouard Girardet
- Série sur le thème Les gestes héroïques des bergers
- Les Chèvres. Un coin dans l'Oberland (1886)
- De mon jardin : Aeschi et le Stockhorn (1889)
- Un matin dans un jardin d'Aeschi (septembre 1889)
- Le Village d'Aeschi (1890)
- Lys et chalet (1896)